# بردگی جنسی

بازار برده داران و دختر ، اثر گوستاو بولانجر

بردگی جنسی مورد خاصی از برده داری یا کار اجباری است. بردگان جنسی مانند بردگان عادی هستند، به جز موارد زیر: آنها ممکن است که مجبور به فحشا شده‌ باشند، ممکن است برده، مجبور به انجام کارهای غیر جنسی باشد هر چند گاهی، روابط جنسی با برده‌ها ممکن است مجاز یا حتی شایع باشد. بردگان ممکن است به بردگی جنسی تنها با یک سرور مجبور باشند. این اصطلاح همچنین در اعلامیه وین برای حقوق زنان به نام قانون انسان دوستانه و درگیری داخلی بین‌المللی استفاده می‌شود.